# Slověnice
Slověnice és una localitat del districte de Benešov a la regió de Bohèmia Central, República Txeca, amb una població estimada a principis de 2018 de 37 habitants.
Està situada al sud-est de la regió i de Praga, a la conca hidrogràfica del riu Sàzava —un afluent dret del riu Vltava—, i prop de la frontera amb les regions de Vysočina i Plzeň.